# Unione Sportiva Lucchese Libertas 1980-1981
Questa pagina raccoglie le informazioni riguardanti l'Unione Sportiva Lucchese Libertas nelle competizioni ufficiali della stagione 1980-1981.

## Rosa
| N. |                   | Ruolo | Calciatore          |
| -- | ----------------- | ----- | ------------------- |
|    | Italia (bandiera) | D     | Marcello Bernardini |
|    | Italia (bandiera) | P     | Luciano Bertoni     |
|    | Italia (bandiera) | C     | Sergio Biliotti     |
|    | Italia (bandiera) | C     | Claudio Ceccarelli  |
|    | Italia (bandiera) | C     | Bruno Ciardelli     |
|    | Italia (bandiera) | A     | Guglielmo Coppola   |
|    | Italia (bandiera) | D     | Francesco D'Arrigo  |
|    | Italia (bandiera) | A     | Sergio Di Prospero  |
|    | Italia (bandiera) | C     | Paolo Donati        |
|    | Italia (bandiera) | A     | Francesco D'Urso    |
|    | Italia (bandiera) | A     | Fausto Garcea       |

| N. |                   | Ruolo | Calciatore             |
| -- | ----------------- | ----- | ---------------------- |
|    | Italia (bandiera) | A     | Garfagnini             |
|    | Italia (bandiera) | C     | Pietro Ghetti          |
|    | Italia (bandiera) | D     | Gianfranco Guaglianone |
|    | Italia (bandiera) | D     | Maurizio Londi         |
|    | Italia (bandiera) | A     | Francesco Moriconi     |
|    | Italia (bandiera) | C     | Leopoldo Pardini       |
|    | Italia (bandiera) | P     | Michele Pintauro       |
|    | Italia (bandiera) | C     | Luigi Podestà          |
|    | Italia (bandiera) | C     | Paolo Resta            |
|    | Italia (bandiera) | C     | Fabio Vallini          |
|    | Italia (bandiera) | A     | Silvano Villa          |

## Risultati

### Campionato

#### Girone di andata
| 28 settembre 1980 1ª giornata | Seregno | 0 – 1 | Lucchese |  |

| 19 ottobre 1980 2ª giornata | Lucchese | 2 – 1 | Pergocrema |  |

| 9 novembre 1980 3ª giornata | Savona | 1 – 1 | Lucchese |  |

| 30 novembre 1980 4ª giornata | Lucchese | 0 – 0 | Carrarese |  |

| 21 dicembre 1980 5ª giornata | Casatese | 2 – 1 | Lucchese |  |

| 12 gennaio 1981 6ª giornata | Lucchese | 2 – 1 | Derthona |  |

| 5 ottobre 1980 7ª giornata | Lucchese | 1 – 0 | Pavia |  |

| 26 ottobre 1980 8ª giornata | Rhodense | 0 – 0 | Lucchese |  |

| 16 novembre 1980 9ª giornata | Lucchese | 1 – 1 | Alessandria |  |

| 7 dicembre 1980 10ª giornata | Asti TSC | 1 – 1 | Lucchese |  |

| 28 dicembre 1980 11ª giornata | Lucchese | 3 – 1 | Pro Patria |  |

| 19 gennaio 1981 12ª giornata | Fanfulla | 0 – 2 | Lucchese |  |

| 12 ottobre 1980 13ª giornata | Omegna | 0 – 0 | Lucchese |  |

| 2 novembre 1980 14ª giornata | Lucchese | 1 – 1 | Legnano |  |

| 23 novembre 1980 15ª giornata | Arona | 0 – 0 | Lucchese |  |

| 14 dicembre 1980 16ª giornata | Lucchese | 1 – 0 | Biellese |  |

| 5 gennaio 1981 17ª giornata | Lecco | 1 – 3 | Lucchese |  |

#### Girone di ritorno
| 1º febbraio 1981 18ª giornata | Lucchese | 2 – 0 | Seregno |  |

| 22 febbraio 1981 19ª giornata | Pergocrema | 1 – 1 | Lucchese |  |

| 15 marzo 1981 20ª giornata | Lucchese | 2 – 0 | Savona |  |

| 12 aprile 1981 21ª giornata | Carrarese | 2 – 0 | Lucchese |  |

| 10 maggio 1981 22ª giornata | Lucchese | 2 – 0 | Casatese |  |

| 31 maggio 1981 23ª giornata | Derthona | 2 – 1 | Lucchese |  |

| 8 febbraio 1981 24ª giornata | Pavia | 2 – 1 | Lucchese |  |

| 1º marzo 1981 25ª giornata | Lucchese | 1 – 1 | Rhodense |  |

| 29 marzo 1981 26ª giornata | Alessandria | 2 – 0 | Lucchese |  |

| 26 aprile 1981 27ª giornata | Lucchese | 2 – 0 | Asti TSC |  |

| 17 maggio 1981 28ª giornata | Pro Patria | 1 – 2 | Lucchese |  |

| 7 giugno 1981 29ª giornata | Lucchese | 2 – 1 | Fanfulla |  |

| 15 febbraio 1981 30ª giornata | Lucchese | 1 – 1 | Omegna |  |

| 8 marzo 1981 31ª giornata | Legnano | 2 – 0 | Lucchese |  |

| 5 aprile 1981 32ª giornata | Lucchese | 3 – 0 | Arona |  |

| 3 maggio 1981 33ª giornata | Biellese | 0 – 0 | Lucchese |  |

| 24 maggio 1981 34ª giornata | Lucchese | 1 – 0 | Lecco |  |